# Sergio Staino
Sergio Staino   (Piancastagnaio, 8 de juny de 1940 - Florència, 21 d'octubre de 2023) fou un periodista, dibuixant de còmics i director de cinema italià.

## Biografia
Nascut i criat a Piancastagnaio, a la província de Siena, després de llicenciar-se en arquitectura, va ensenyar ensenyament tècnic a diversos instituts de la província de Florència, i es va establir a Scandicci. Posteriorment es va dedicar al món del còmic, debutant amb Bobo, el personatge que el va fer famós, semblant vagament a Umberto Eco però obertament inspirat en ell mateix. Bobo es va publicar per primera vegada l'any 1979 a la revista Linus dirigida per Oreste Del Buono.
Als 80 va col·laborar amb els diaris Il Messaggero i l'Unità, amb els quals treballa des del 1982; el 1986 va fundar i dirigir el setmanari satíric Tango i el 1987 va crear el programa Teletango per a Rai 3.
Posteriorment, de nou per a Rai, va crear el programa Cielito lindo, un programa de varietats satírics conduït per Claudio Bisio i Athina Cenci. El 1989 va dirigir i escriure la pel·lícula Cavalli si nasce, i el 1992 Non chiamarmi Omar, desenvolupada a partir d'una història d'Altan. L'any 2007 crea Emme, "periòdic de filosofia per riure i política per plorar", suplement setmanal de l'Unità, continuant les seves col·laboracions també amb televisió, cinema. i teatre.

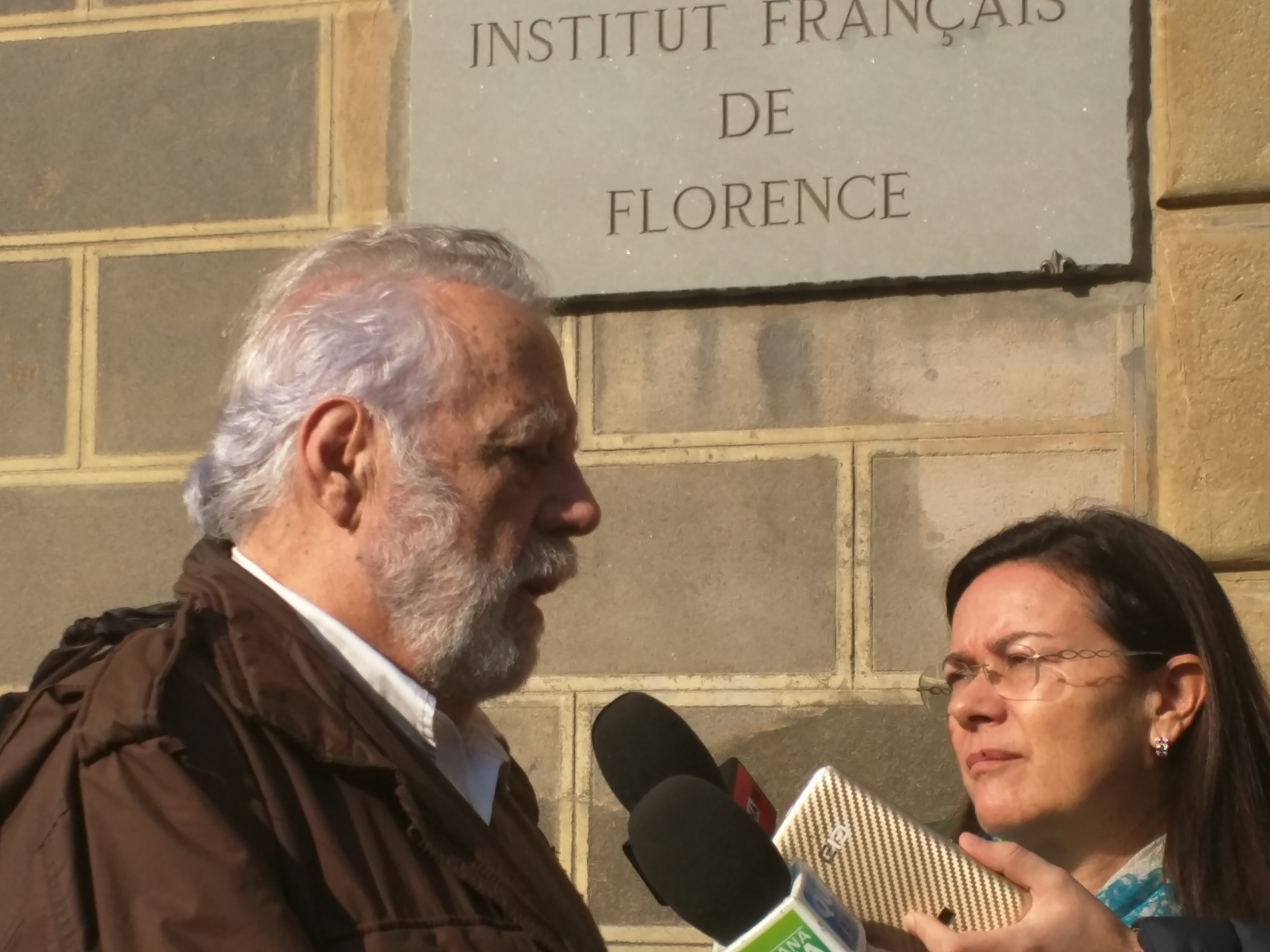
Sergio Staino fa una entrevista davant el consolat francès el 14 de novembre de 2015; manifestació solidària a París arran dels atemptats de París del 13 i 14 de novembre de 2015

El 8 de setembre de 2016] es va anunciar el seu nomenament com a director de l'Unità, a partir del 15 de setembre, al costat d'Andrea Romano. Ocuparà aquest càrrec fins al 6 d'abril de 2017 quan, arran de la vaga dels periodistes del diari celebrada l'1 d'abril contra el pla de reducció del 60% de la plantilla que volia l'empresa propietària del diari, decideixi presentar la seva renúncia irrevocable. - encara que rebutjat pel CEO de l'empresa Unità srl Guido Stefanelli -, motivant la seva decisió amb la constatació de censura acumulada cap a ell pels seus companys per la posició que va prendre en l'assumpte. Per tant, el substitueix com a director l'editor en cap Marco Bucciantini. El 23 de maig, Staino va tornar a ser nomenat director del diari, càrrec que va ocupar fins al tancament definitiu del diari el 2 de juny de 2017.
El novembre de 2017 es va anunciar la col·laboració entre Staino i el diari La Stampa: a partir del 4 de novembre el dibuixant publicarà "La striscia di Bobo" cada dissabte a la secció de Cartes i Comentaris del diari , que d'aquesta manera torna a tenir dibuixos animats satírics 12 anys després, després de la separació amb Giorgio Forattini. A l'edició del diari torinès del 6 de desembre de 2017 apareix una caricatura satírica a la portada, sota el nom de "Visto da Staino".
De l'1 de gener al 22 d'octubre de 2018 va col·laborar amb el diari Avvenire amb la publicació d'una sèrie de dibuixos animats titulada "Hello Jesús". Presentant-se en una entrevistaals lectors recorda la malaltia que li va colpejar als ulls, una degeneració de la retina, i que el va deixar gairebé cec.
També el 2018 va començar a col·laborar amb el lloc web Tiscali News. Des del 2019 també publica dibuixos animats a Il Riformista.

## Controvèrsia
L'any 2009 va ser candidat d'Esquerra Ecologia Llibertat a les eleccions europees tot i ser membre del Partit Democràtic, motiu pel qual es va arriscar a ser expulsat del partit.

## Obra
- Berlino amore mio. Wir Berliner, wir Berliner sind anders, Berlin, Detlef Heikamp Verlag, 1981.
- Aldiqua dell'aldilà, con Massimo Cavezzali, Bologna, L'isola trovata, 1982. ISBN 88-7225-009-9.
- Bobo, Milano, Milano libri, 1982.
- Coppia a perdere, su testi di Gianni Carino, Milano, L'isola trovata, 1983.
- Bobo triste un mattin d'aprile..., Milano, Milano libri, 1983.
- Bobo nell'anno del sorpasso. Vignette e cronache da l'Unità, Roma, l'Unità, 1984.
- Bobo e dintorni. Antologica su Sergio Staino, Milano, Milano libri, 1985.
- Le domeniche di Bobo, Roma, Editori Riuniti, 1987. ISBN 88-359-3131-2.
- Bobo. Le storie, Roma, Editori Riuniti, 1988. ISBN 88-359-3237-8.
- Tempeste, Milano, GUT edizioni, 1992. ISBN 88-7930-007-5.
- Non chiamarmi Omar, con Francesco Tullio Altan, Milano, Baldini & Castoldi, 1992. ISBN 88-85988-40-7.
- Amori, Montepulciano, Editori del Grifo, 1993; Roma, Minimum fax, 1996. ISBN 88-86568-20-7.
- ...150, la Coop canta.... 8 storie a fumetti ispirate ai 150 anni di storia della cooperazione di consumo, Montepulciano, Editori del Grifo, 1994.
- Famiglia mia..., Milano, Biblioteca Universale Rizzoli, 1995. ISBN 88-17-11203-8.
- L'Unità: le vignette e le storie più belle del 2001, Roma, Nuova Iniziativa Editoriale, 2001.
- Pinocchio Novecento. 25 tavole a colori, Milano, Feltrinelli, 2001. ISBN 88-07-42094-5.
- Il romanzo di Bobo', Milano, Feltrinelli, 2001. ISBN 88-07-81665-2.
- Racconto di Natale, con Adriano Sofri e Isabella Staino, Torino, Einaudi, 2002. ISBN 88-06-16490-2.
- Montemaggio. Una storia partigiana. Liberamente ispirato alla testimonianza di Vittorio Meoni, Roma-Colle di Val D'Elsa, l'Unità-Comune di Colle di Val d'Elsa, 2003.
- Pecciolo contro Talquale, il mostro spazzatura, Modena, F. Panini ragazzi, 2003. ISBN 88-8290-624-8.
- Fino all'ultima mela, Torino, Einaudi, 2003. ISBN 88-06-16624-7.
- Gli angeli del cortile, con Adriano Sofri e Isabella Staino, Torino, Einaudi, 2003. ISBN 88-06-16738-3.
- Bobo, Roma, la Repubblica, 2004.
- La guerra di Peter, Bologna, Coconino press, 2004. ISBN 88-7618-001-X.
- L'impero delle cicale. Il terzo racconto di Natale, con Adriano Sofri e Isabella Staino, Bologna, Coconino press, 2004. ISBN 88-7618-007-9.
- Bobo. Bobo novecento, Modena-Roma, Panini-la Repubblica, 2005.
- Il fucile e la rosa. Episodi della resistenza marchigiana, con Gianni Carino, Falconara Marittima, Comune, 2005.
- Cento Candeline CGIL, Roma, Ediesse, 2006. ISBN 88-230-1163-9.
- Il mistero BonBon, Milano, Feltrinelli, 2006. ISBN 88-07-84062-6.
- Pecciolo e Talquale e una bandiera per l'ambiente, Modena, F. Panini ragazzi, 2007. ISBN 978-88-8290-961-1.
- Nuova gente. Un dipinto di Plinio Nomellini nella Galleria d'arte moderna di Genova, Firenze, Maschietto, 2007. ISBN 978-88-88967-79-0.
- Spaghetti di mezzanotte, con Claudio Nobbio, Palermo, Flaccovio, 2007. ISBN 978-88-7758-755-8.
- Maccheroni a mezzogiorno, con Claudio Nobbio, Palermo, Flaccovio, 2009. ISBN 978-88-7758-905-7.
- All together, Bobo! Un anno vissuto disperatamente, Milano, BUR Rizzoli, 2009. ISBN 978-88-17-03728-0.
- A chi troppo e a chi niente. Bobo colpisce ancora, Milano, BUR Rizzoli, 2010. ISBN 978-88-17-04555-1.
- Staino terapia dell'amore. La miglior cura per la coppia inizia con una risata, Milano, Salani, 2011. ISBN 978-88-6256-605-6.
- Io sono Bobo, Pisa, Della Porta, 2016. ISBN 978-88-96209-23-3.
- Alla ricerca della pecora Fassina. Manuale per compagni incazzati, stanchi, smarriti ma sempre compagni, Firenze, Giunti, 2016. ISBN 978-88-0982-937-4.
- Ciak! Si disegna. Staino tra fumetto e cinema, a cura di Claudia Spinelli, Livorno, Erasmo, 2022. ISBN 9791280754011.

## Filmografia
- Cavalli si nasce (1988)
- Non chiamarmi Omar (1992)

## Reconeixements
- Premi de sàtira política Forte dei Marmi (1984)
- Premi Yellow Kid al Salone Internazionale dei Comics de 1984
- Premi Persea (2002)
- Premi Tenco (2016).
- Des del 2003 és un dels presidents d'honor de la Unió d'Ateus i Agnòstics Racionalistes, càrrec compartit amb Piergiorgio Odifreddi, Carlo Flamigni, Laura Balbo, Margherita Hack i Danilo Mainardi; publica algunes de les seves vinyetes a L'Ateo, l'òrgan de premsa de l'associació.
- És membre d'honor de l'associació Suoni dalla Terra amb seu a Capaci.